# Ulli Philipp

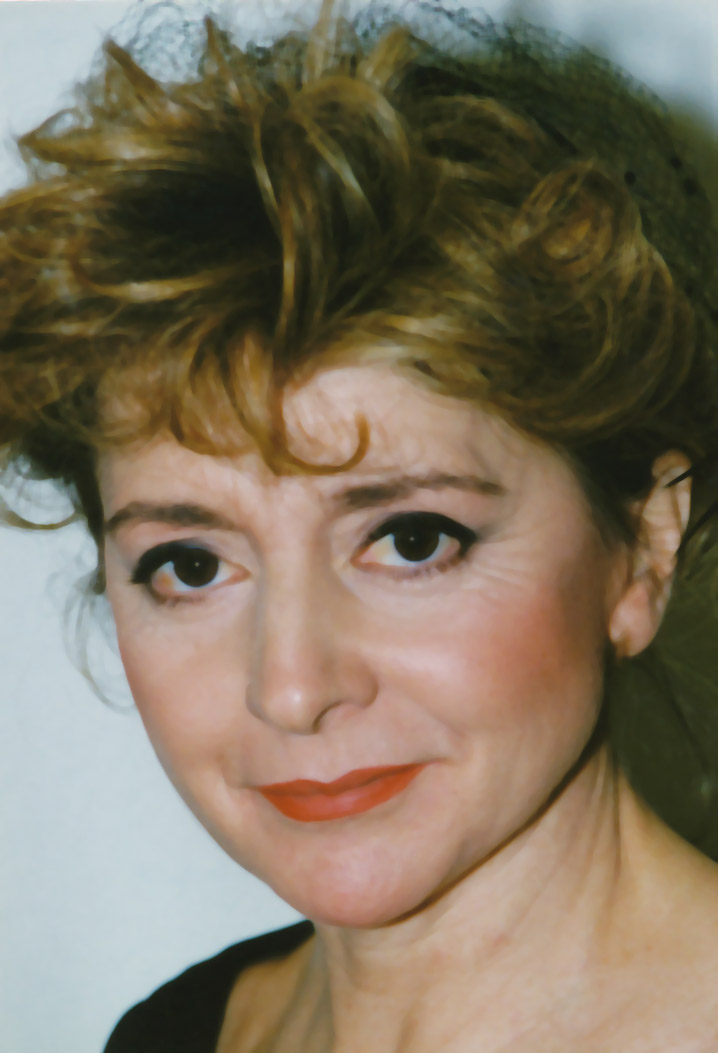
Ulli Philipp (2010)

Ulli Philipp (* 19. April 1943 in Wien) ist eine österreichische Schauspielerin.

## Leben
Die Tochter eines Kaufmanns und einer Lehrerin machte ihre Ausbildung bei Burgschauspieler Helmuth Krauss in Wien und nahm Tanzunterricht am Konservatorium der Stadt Wien im Fach Klassischer Tanz.
Sowohl im dramatischen als auch im komischen Fach verkörperte Ulli Philipp zahlreiche Rollen. Sie trat u. a. auf am Theater in der Josefstadt in Wien, am Staatstheater Stuttgart, in den Komödien München und Düsseldorf sowie auf der Freilichtbühne Bad Hersfeld. Zudem ist ihre Stimme in vielen Hörspielen und als Synchronsprecherin (z. B. als Luna in Sailor Moon) zu hören. Vor allem in den 1970er Jahren  wurde sie im deutschen Fernsehen als Charakterdarstellerin bekannt.
Ulli Philipp war mit dem Regisseur Tom Toelle verheiratet, der 2006 verstarb. Sie lebt heute in München. Die Schauspielerin Margot Philipp (1941–2004) war ihre Schwester.

## Theater (Auswahl)
- Das Käthchen von Heilbronn
- Nathan der Weise
- Viel Lärm um Nichts
- Minna von Barnhelm
- Glaube Liebe Hoffnung
- Requiem für eine Nonne
- Wer hat Angst vor Virginia Woolf?

## Fernsehen (Auswahl)
- 1962: Das Wunderkind Europas (Fernsehfilm)
- 1962: Alpenkönig und Menschenfeind  (Fernsehfilm)
- 1962: Bluthochzeit (Fernsehfilm)
- 1962: Ihr gehorsamer Diener (Fernsehfilm)
- 1963: Alle meine Tiere (Fernsehserie, Folge 6 Die Party)
- 1963: Das Mädl aus der Vorstadt (Fernsehfilm)
- 1963: Humboldt–Schule (Fernsehserie, 1 Folge)
- 1963: Interpol (Fernsehserie, Folge 2 Ich war Cicero)
- 1963: Verlorner Sohn (Fernsehfilm)
- 1964: Die Teufelsspur (Fernsehfilm)
- 1964: Anklage gegen Unbekannt (Fernsehfilm)
- 1964: Der kleine Kadi (Fernsehfilm)
- 1964: Hütet eure Töchter!
- 1965: Der Sündenbock (Fernsehfilm)
- 1965: Mariana Pineda (Fernsehfilm)
- 1965: König Nicolo oder So ist das Leben
- 1965: Yerma (Fernsehfilm)
- 1965: Die Tochter des Brunnenmachers (Fernsehfilm)
- 1965: Das Apostelspiel (Fernsehfilm)
- 1966: Die Welt des Wassers (Fernsehfilm)
- 1966: Der letzte Raum (Fernsehfilm)
- 1966: Hava, der Igel (Fernsehfilm)
- 1967: Die Mohrin (Fernsehfilm)
- 1967: Keine Angst vor Kolibris (Fernsehfilm)
- 1967: Tagebücher (Fernsehfilm)
- 1967: Stella (Fernsehfilm)
- 1967: Willst Du nicht das Lämmlein hüten? (Fernsehfilm)
- 1967: Heiraten ist immer ein Risiko (Fernsehfilm)
- 1967: Mike Blaubart (Fernsehfilm)
- 1967: Der Tag, an dem die Kinder verschwanden (Fernsehfilm)
- 1968: Der zehnte Mann (nach Paddy Chayefskys Drama The Tenth Man)
- 1968: Ganze Tage in den Bäumen (Fernsehfilm)
- 1968: Haus Herzenstod (Fernsehfilm)
- 1968: Liliomfi (Fernsehfilm)
- 1968: Der Fall Wera Sassulitsch (Fernsehfilm)
- 1969: Die Freier (Fernsehfilm)
- 1970: Ein Sonntag, ein Besuch (Fernsehfilm)
- 1970: August, August, August (Fernsehfilm)
- 1971: Viel Getu’ um nichts (Fernsehfilm)
- 1971: Dem Täter auf der Spur (Fernsehserie, Folge: Tod am Steuer)
- 1971: Zum kleinen Glück (Fernsehfilm)
- 1972: Die Witwen oder Eine vollkommene Lösung (Fernsehfilm)
- 1973: Victor oder Die Kinder an die Macht (Fernsehfilm)
- 1973: Black Coffee (Fernsehfilm)
- 1974: Telerop 2009 – Es ist noch was zu retten (Fernsehserie, 1 Folge)
- 1974: Der Monddiamant (Fernsehserie, 2 Folgen)
- 1974: Eine ungeliebte Frau (Fernsehfilm)
- 1975: Damals wie heute (Fernsehfilm)
- 1976: Pariser Geschichten (Fernsehserie, 1 Folge)
- 1977: Teerosen (Fernsehfilm)
- 1978: Ein Mann will nach oben (Fernsehserie, 8 Folgen)
- 1978: Le temps des as (Fernsehserie, 6 Folgen)
- 1978: Der Kreis (Fernsehfilm)
- 1979–1981: Doctor Snuggles (Fernsehserie, 13 Folgen, nur Stimme)
- 1981: Ja und Nein (Fernsehfilm)
- 1982: Der Walzer der Toreros (Fernsehfilm)
- 1982: Die Krimistunde (Fernsehserie, Folge 3, Episode: „Wieder mal so ein Tag“)
- 1983: Monaco Franze – Der ewige Stenz (Fernsehserie, 1 Folge)
- 1983: Selbst ist die Frau (Fernsehserie, 1 Folge)
- 1984: Der Verlust (Fernsehfilm)
- 1986: Peter der Große (Peter the Great, Fernsehserie, 4 Folgen)
- 1986: Unternehmen Köpenick (Fernsehserie,6 Folgen)
- 1987: Minna von Barnhelm (Fernsehfilm)
- 1987–1988: Derrick  (Fernsehserie, 2 Folgen)
- 1988: Die Krimistunde (Fernsehserie, Folge 30, Episode: „Was Simon sagt“)
- 1989: SOKO München (Fernsehserie, 1 Folge)
- 1989: Forstinspektor Buchholz (Fernsehserie, 1 Folge)
- 1990: Cop & Co. (Fernsehserie, 4 Folgen)
- 1990: Der Alte (Fernsehserie, Folge 154: „Er war nie ein Kavalier“)
- 1990: Urlaub mal ganz anders (Fernsehfilm)
- 1990: Bismarck (Fernsehdreiteiler)
- 1992: Die Männer vom K3 (Fernsehserie, 1 Folge)
- 1994: Hallo, Onkel Doc! (Fernsehserie, 1 Folge)
- 1995: Café Meineid (Fernsehserie, 1 Folge)
- 1996: Friedemann Brix – Eine Schwäche für Mord (Fernsehserie, 1 Folge)
- 1996: Deutschlandlied (Fernsehserie)
- 1997: Alphateam – Die Lebensretter im OP (Fernsehserie, 1 Folge)
- 1997: Lamorte (Fernsehfilm)
- 1997: Die Drei (Fernsehserie, 1 Folge)
- 1997: Liebesfeuer (Fernsehfilm)
- 1999: Wut im Bauch (Fernsehfilm)
- 1999: Herzschlag – Das Ärzteteam Nord (Fernsehserie, 1 Folge)
- 2000: Bonhoeffer – Die letzte Stufe (Fernsehfilm)
- 2002: Der Landarzt (Fernsehserie, 1 Folge)
- 2002: Wenn die Liebe verloren geht (Fernsehfilm)

Synchronrollen übernahm sie in den Trickfilmserien Doctor Snuggles (als Knabber, die Maus, 1979), Als die Tiere den Wald verließen (als Mauli und Mosi, die Maulwürfe, 1993–1995) und Sailor Moon (als sprechende Katze Luna, 1992–1997).

## Hörspiel (Auswahl)
- Die ungläubige Colombina (von H. C. Artmann) – Regie: Otto Düben, SDR 1971, als Colombina als Schäferin
- Adoptionen (von Franz Hiesel) – Regie: Fritz Schröder-Jahn, NDR 1972, als Aglaia
- Der kleine Wassermann (von Otfried Preußler) – Regie: Heinz-Günther Stamm, Phonogram GmbH 1972 als Kleiner Wassermann  –  Buch: Thienemann-Esslinger Verlag, Stuttgart 1972
- Die Rauhnacht (von Richard Billinger) – Regie: Hermann Wenninger, BR 1974, als Cilli
- Lilofee (von Manfred Hausmann) – Regie: Heinz-Günter Stamm, BR 1974, als Lilofee
- Gigi (von Sidonie-Gabrielle Colette) – Regie: Heinz-Günter Stamm, BR 1975, als Gigi
- Ingeborg (von Curt Goetz) – Regie: Anke Beckert, BR 1978, als Ingeborg
- Der kleine Prinz (von Antoine de Saint-Exupéry) – Philips 1980, als Der kleine Prinz
- Die unendliche Geschichte (von Michael Ende) – Regie: Anke Beckert, BR 1981, als Kindliche Kaiserin
- Talk Radio (von Eric Bogosian) – Regie: Richard Hey, BR 1993, als Ruth
- Kaltblütig (von Truman Capote) – Regie: Irene Schuck, BR 2002, als Bonnie Clutter
- Es geht noch ein Zug von der Gare du Nord (von Fred Vargas) – Regie: Annette Kurth, SWR 2003, als Mathilde Forestier